# Ferdinand Häuslmayer
Ferdinand Häuslmayer (* 8. Februar 1884 in Linz; † 10. November 1970 in Steyr) war ein österreichischer Politiker (SPÖ) und Magistratsdirektor. Er war Abgeordneter zum Österreichischen Nationalrat und Stadtrat in Linz.

## Leben
Häuslmayer besuchte nach der Volk- und Hauptschule eine Handelsakademie und maturierte 1903 an einem Gymnasium in Linz. Er studierte in der Folge Rechtswissenschaften an der Universität Wien und promovierte 1908 zum Doktor der Rechtswissenschaften. Seine berufliche Karriere begann Häuslmayer 1909 als Beamter am Magistrat Linz, zwischen 1919 und 1922 war er dort Direktor-Stellvertreter. Im Jahr 1922 wechselte er als Direktor zum Magistrat Steyr. Nach dem Bürgerkrieg im Februar 1934 verlor Häuslmayer seine Stelle als Magistratsdirektor, nach dem Zweiten Weltkrieg war er von 1945 bis 1953 erneut Magistratsdirektor in Steyr. Auf Grund seines politischen Engagements war Häuslmayer 1934 und 1938 in Polizeihaft.
Häuslmayer engagierte sich neben seinem Beruf in der Sozialdemokratischen Arbeiterpartei. Er war von 1919 bis 1922 Gemeinderat in Linz und gleichzeitig Finanzstadtrat. Zudem wirkte er als Mitbegründer und Obmann der Gewerkschaft der Gemeindebediensteten, war Leiter der Sozialistischen Bildungszentrale und Mitglied im Landesschulrat für Oberösterreich sowie im Stadtschulrat Steyr. Ab 1950 wirkte er als Oberkurator-Stellvertreter der Hypothekenanstalt Oberösterreich. Häuslmayer vertrat die SPÖ zwischen dem 19. Dezember 1945 und dem 18. März 1953 im Nationalrat, wobei er sich vor allem im Finanz- und Budgetausschuss, im Verfassungs-, Unterrichts- sowie Justizausschuss engagierte. 
Häuslmayer war verheiratet und Vater eines Kindes.

## Auszeichnungen
- Viktor-Adler-Plakette der SPÖ (1954)
- Großes Ehrenzeichen für Verdienste um die Republik Österreich (1954)